# Otogi no Machi no Rena
Otogi no Machi no Rena (おとぎのまちのれな?, Otogi no Machi no Rena, lett. "Città delle fiabe di Rena") è un manga scritto e disegnato da Mitsuru Hattori. È stato pubblicato da Kodansha sulla rivista Young Magazine Uppers fino alla cessazione delle pubblicazioni.

## Trama
Rena Misaki è una normale ragazza che frequenta le scuole superiori nella cittadina di Otogino. Negli ultimi tempi è stata presa di mira da dei piccoli folletti simili a criceti che provocano un grande aumento del desiderio sessuale. Tali folletti erano stati scacciati dal villaggio molto tempo prima da un sacerdote, ma sono tornati e hanno iniziato a dare la caccia a Rena. Come se non bastasse, si stanno moltiplicando. Rena deve trovare un modo per liberarsi di loro e avere una vita normale, prima di finire a letto con tutti i ragazzi del villaggio.